# Orce
Orce est une commune de la communauté autonome d'Andalousie, dans la province de Grenade, en Espagne.

## Administration

### Jumelage
- Tautavel (France) depuis 2005

### Démographie
| 1930  | 1940  | 1950  | 1960  | 1970  | 1981  | 1991  | 2001  | 2011  | 2016  |
| ----- | ----- | ----- | ----- | ----- | ----- | ----- | ----- | ----- | ----- |
| 3 967 | 4 303 | 4 466 | 3 884 | 2 581 | 1 995 | 1 536 | 1 395 | 1 285 | 1 220 |

### Démocratie
La dernière élection municipale de juin 2015 installe José Ramón Martínez Olivares pour un troisième mandat de maire.
| Résultats de l'élection municipale de 2015 à Orce |       |        |        |
| Parti                                             | Votes | %      | Sièges |
| Izquierda Unida (IU)                              | 406   | 55,09% | 5      |
| Parti socialiste ouvrier espagnol (PSOE)          | 212   | 28,77% | 3      |
| Parti populaire (PP)                              | 107   | 14,52% | 1      |

## Patrimoine

### Forteresse des Sept Tours
Au centre du village se dresse la Forteresse des Sept Tours. Bien que d'un style typiquement nasride, elle fut régulièrement entretenue jusqu'à avoir en partie un style proche de la renaissance.

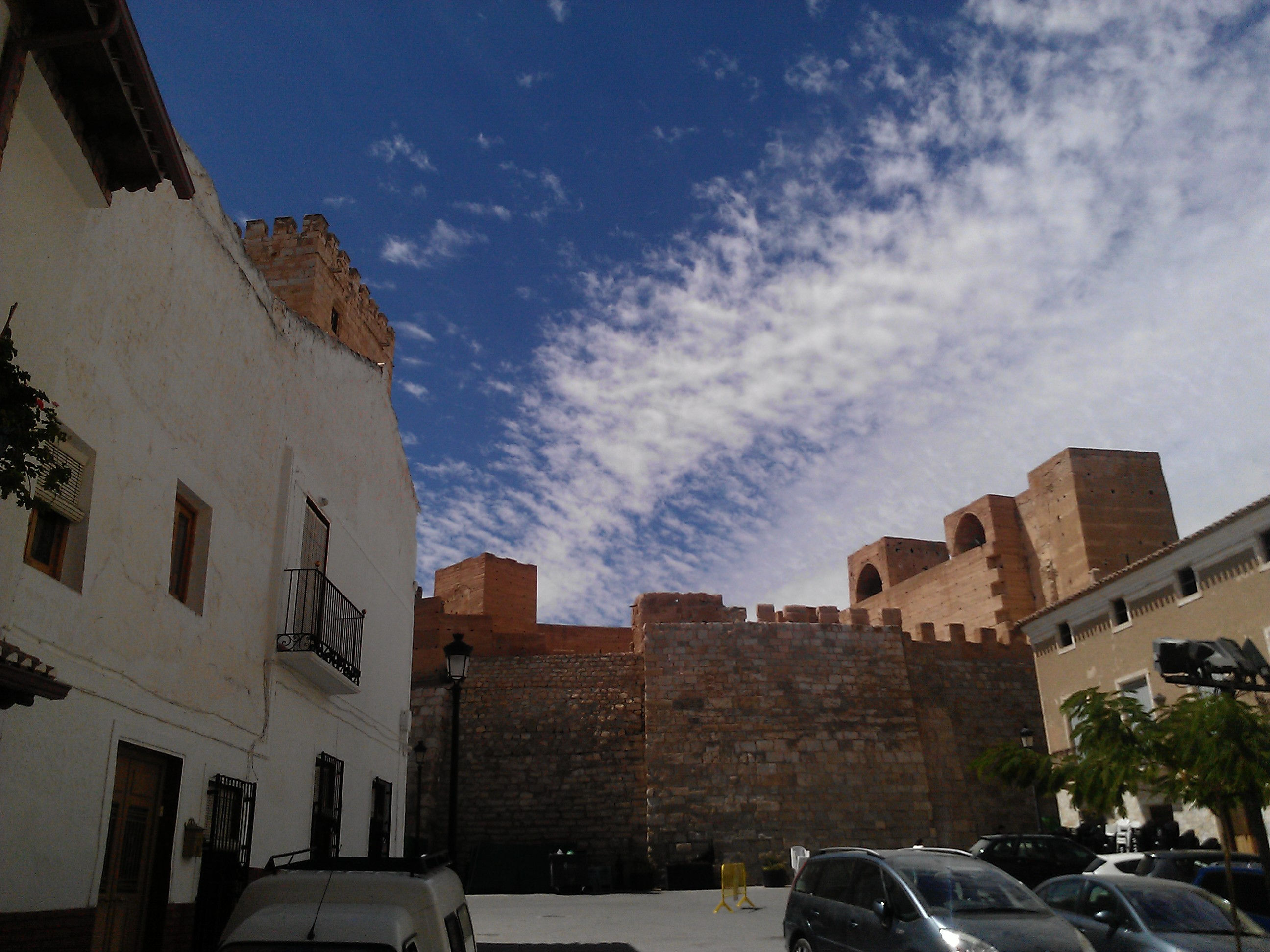
Forteresse des Sept Tours.

### Musée de la Préhistoire
Le musée a été inauguré en août 2015

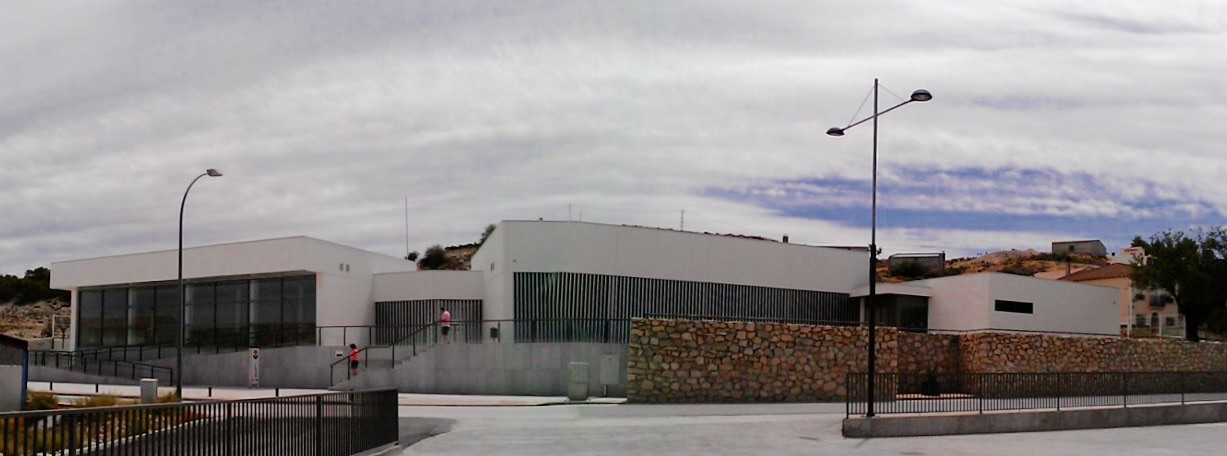
Musée de la Préhistoire d'Orce.

### Gisements
La rivière qui traverse la commune fait l'objet de fouilles archéologiques depuis les années 1970. Les sites ont révélé un crâne, VM-0, et une dent, BL02-J54-100, qui sont parmi les plus anciennes traces de présence humaine en Europe. Lors des campagnes annuelles en juillet des membres de l'équipe proposent des visites des gisements.